# Women's Health
Women's Health (WH), pubblicato da Hearst, è un periodico femminile di lifestyle incentrato su salute, sessualità, nutrizione e fitness. Viene pubblicato 10 volte l'anno negli Stati Uniti e ha una tiratura di 1,5 milioni di copie. La rivista ha 13 edizioni internazionali che coprono 25 paesi e raggiungono più di 8 milioni di lettori in tutto il mondo.
La rivista presenta più sezioni, come fitness, sex & love, food, weight loss, Eat This!, health, beauty e style. Women’s Health presenta una celebrità ogni mese come esempio di una donna sana e attiva; tra le donne apparse in copertina si possono citare Elisha Cuthbert, Ashley Greene, Anna Kournikova, Michelle Monaghan, Zoe Saldana ed Elizabeth Banks.
Women's Health è stato creato nel 2005 dall'editrice Rodale come pubblicazione sorella della rivista Men's Health.
Women's Health è pubblicato a livello internazionale nei seguenti 14 paesi: Stati Uniti, Argentina, Australia, Brasile, America Latina, Cina, Germania, Malesia, Nuova Zelanda, Filippine, Polonia, Thailandia e Turchia. L'edizione tedesca è stata lanciata nell'aprile 2011. La versione sudafricana, insieme a Men's Health, è autorizzata per la pubblicazione da Media24, con distribuzione da Magzter.
Rodale è stata acquisita da Hearst nel 2018.
L'edizione australiana di Women's Health è stata pubblicata da Bauer Media Australia and New Zealand Nuova Zelanda. Nel luglio 2020, le attività di Bauer Media in Australia e Nuova Zelanda sono state acquisite dalla società di investimento di Sydney Mercury Capital, che ha chiuso la rivista a causa del calo delle entrate pubblicitarie e delle restrizioni di viaggio causate dalla pandemia COVID-19.